# Sulejman Halilović
 (juin 2020).
Si vous disposez d'ouvrages ou d'articles de référence ou si vous connaissez des sites web de qualité traitant du thème abordé ici, merci de compléter l'article en donnant les références utiles à sa vérifiabilité et en les liant à la section « Notes et références ».
Pour les articles homonymes, voir Halilović.
Sulejman Halilović (serbe : Сулејман Халиловић) (né le 14 novembre 1955 à Odžak en Yougoslavie) est un footballeur international yougoslave d'origine bosnienne.